# Alfred cel Mare
Alfred cel Mare (Ælfred), (n. 849 d.Hr., Wantage, Anglia, Regatul Unit – d. 26 octombrie 899 d.Hr., Winchester, Wessex) a fost rege anglo-saxon al Regatului Wessex din 871 până la moartea sa din 899.
Alfred, al cincilea fiu al regelui Ethelwulf, s-a distins încă de tânăr în lupta împotriva „armatei" daneze. Încă din primul an al domniei sale, danezii conduși de regele Guthrun au năvălit în Wessex. Alfred se refugiază pe insula Athelney și revine spectaculos; se semnează un pact și se stabilește o frontieră între Danelaw și Wessex, danezii rămân stăpâni în est și nord iar Alfred domnește la sud de această frontieră. Pactul a fost încălcat.
În 878 i-a învins pe danezi în Bătălia de la Edington. În 886 a recucerit Londra.
Alfred reorganizează armata de uscat și marina, justiția și educația. Înființează școli unde se poate învăța latina, engleza, călăria și vânătoarea cu șoimi. Din ordinul său se începe o Cronică anglo-saxonă unde sunt notate anual principalele evenimente. El însuși a fost scriitor și traducător. A tradus din latină Istoria ecleziastică a englezilor de Beda, Istoria universală de Orosius, Regula pastorală de Grigore cel Mare, Mângâierile filozofiei de Boethius.

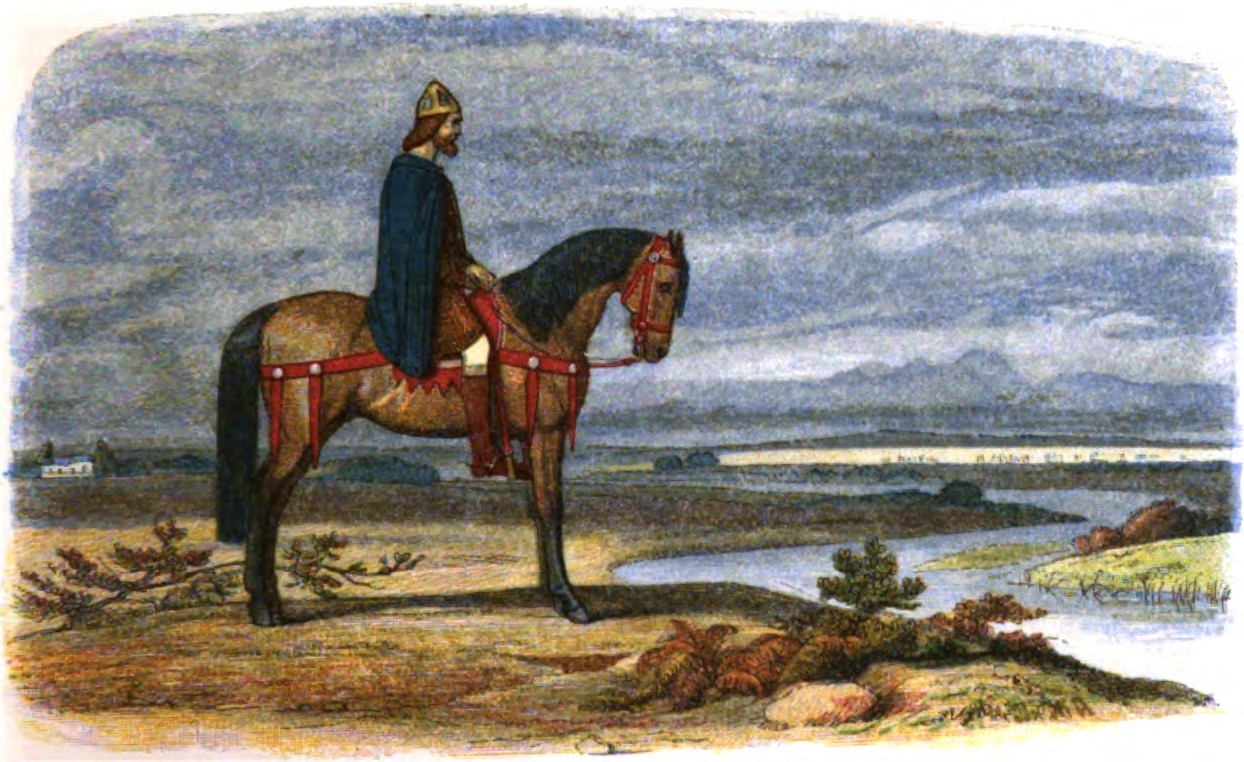